# Cassius Chaerea
Cassius Chaerea (? – 41 Řím)
byl velitel Pretoriánské gardy (podle Suetonia byl pouze jedním z pretoriánských tribunů), jmenovaný nejspíš až za císaře Caliguly. Stal se vůdcem spiknutí s cílem zavraždit Caligulu a (údajně) obnovit republiku. Císařova vražda se spiklencům podařila, nikoliv už ovšem další kroky. Po několika hodinách chaosu provolala Pretoriánská garda bez vědomí Cassia císařem Claudia, jediného přeživšího následníka Julsko-klaudijského rodu. 
Tato událost bývá vykládána jako znak nepřipravenosti onoho spiknutí, když si velitel gardy nedokázal zajistit činy své vlastní jednotky. Cassius Chaerea i další chycení spiklenci byli na rozkaz nového císaře Claudia popraveni, nejspíše již 25. ledna 41, den po smrti Caliguly. 
Veřejnosti je tato postava známa především z románu Roberta Gravese "Já, Claudius" a "Claudius Bůh a jeho žena Messalina". Spisovatel postavu Cassia Chaerey umístil do děje románu na několika místech, v různých časových obdobích, a líčí ho v neobyčejně příznivém světle, včetně pohnutek k provedení Caligulovy vraždy. V britském televizním seriálu Já, Claudius z roku 1976, který byl natočen velice věrně podle literární předlohy, Cassia Chaereu hrál britský herec Sam Dastor.